# 塔本-罗特
塔本-罗特是德国莱茵兰-普法尔茨州的一个市镇。总面积16.22平方公里，总人口879人，其中男性402人，女性477人（2011年12月31日），人口密度54人/平方公里。